# VirusTotal
VirusTotal.com是一个免费的病毒、蠕虫、木马和各种恶意软件，可以可疑文件和网址进行快速检测，最初由Hispasec维护。它与传统杀毒软件的不同之处是它通过多种毒引擎文件。使用多种病毒引擎可以令使用者們通過各毒引擎的偵測結果，上傳的檔案是為惡意軟件。事实上，没有任何一款软件可以提供100%的病毒及恶意软件检测率。它可以通过电子邮件或直接上传的方式分析不大于650MB的文件。VirusTotal有一款名为VirusTotal Uploader 的外壳扩展，可以帮助方便的上传文件。VirusTotal的缺点是只能扫描提交的文件，无法对计算机进行全面的检查。而且透過網頁上載，每個檔案最大是650MB。
現時 VirusTotal 共有 51 個防毒引擎對檔案進行偵測。值得注意的是，VirusTotal 上的防毒引擎為命令行版本（Command Line Version），與安裝在電腦上的防毒軟件偵測結果可能有別，因為電腦版防毒軟件可能會根據防火牆、雲端檔案用戶回報、啟發式掃描等其他元件輔助偵測，而指令版本多只根據病毒庫資料作出判斷。
VirusTotal.com曾在PC World杂志（美国版）的评选中，荣获2007年最优秀的100款产品之一的称号。
2012年9月7日 Google 已經收購了網絡安全創業公司VirusTotal，旨在增強針對自身互聯網服務的保護措施。